# Uzbekistan i olympiska sommarspelen 2000
Uzbekistan deltog i de olympiska sommarspelen 2000 med en trupp bestående av 70 deltagare, 52 män och 18 kvinnor, och de tog totalt fyra medaljer.

## Medaljer

### Guld
- Muhammadqodir Abdullayev - Boxning, lätt weltervikt

### Silver
- Artur Tajmazov - Brottning, fristil 130 kg

### Brons
- Sergej Mihajlov - Boxning, lätt tungvikt
- Rustam Saidov - Boxning, supertungtvikt

## Boxning
Herrarnas lätt flugvikt (– 48 kg)
- Dilshod Yuldashev
  - Omgång 1 - Förlorade mot Suban Punnon från Thailand (→ gick inte vidare)

Herrarnas bantamvikt (– 54 kg)
- Alisher Rahimov
  - Omgång 1 - Besegrade Suk-Hwan Cho från Sydkorea
  - Omgång 2 - Besegrade Hichem Blida från Algeriet
  - Kvartsfinal - Förlorade mot Raimkoul Malakhbekov från Ryssland (→ gick inte vidare)

Herrarnas fjädervikt (– 57 kg)
- Tulkunbay Turgunov
  - Omgång 1 - Besegrade Kassim Napa Adam från Uganda
  - Omgång 2 - Förlorade mot Somluck Kamsing från Thailand (→ gick inte vidare)

Herrarnas lätt weltervikt (– 63.5 kg)
- Mahammatkodir Abdoollayev →  Guld
  - Omgång 1 - Besegrade Miguel Cotto från Puerto Rico
  - Omgång 2 - Besegrade Kelson Santos från Brasilien
  - Kvartsfinal - Besegrade Sergei Bukovski från Vitryssland
  - Semifinal - Besegrade Mohamed Allalou från Algeriet
  - Final - Besegrade Ricardo Williams från USA

Herrarnas weltervikt (– 67 kg)
- Sherzod Husanov
  - Omgång 1 - Besegrade Babak Mogimi of Iran
  - Omgång 2 - Förlorade mot Vitalie Grușac från Moldavien (→ gick inte vidare)

Herrarnas lätt mellanvikt (– 71 kg)
- Dilshod Yarbekov
  - Omgång 1 - Förlorade mot Adnan Catic från Tyskland (→ gick inte vidare)

Herrarnas mellanvikt (– 75 kg)
- Utkirbek Haydarov
  - Omgång 1 - Förlorade mot Gaidarbek Gaidarbekov från Ryssland (→ gick inte vidare)

Herrarnas lätt tungvikt (– 81 kg)
- Sergej Mihajlov →  Silver
  - Omgång 1 - Besegrade Rasco Grigore Claudiu från Rumänien
  - Omgång 2 - Besegrade Ali Ysmajlov från Azerbajdzjan
  - Kvartsfinal - Besegrade Olzhas Orazaliyev från Kazakstan
  - Semifinal - Förlorade mot Alexander Lebziak från Ryssland

Herrarnas tungvikt (– 91 kg)
- Ruslan Chagaev
  - Omgång 1 - Bye
  - Omgång 2 - Besegrade Alexandr Yatsenko of Ukraine
  - Kvartsfinal - Förlorade mot Vladimir Tchantouria från Georgien (→ gick inte vidare)

Herrarnas supertungvikt (+ 91 kg)
- Rustam Saidov →  Brons
  - Omgång 1 - Bye
  - Omgång 2 - Besegrade Ahmed Abdel Samad från Egypten
  - Kvartsfinal - Besegrade Art Binkowski från Kanada
  - Semifinal - Förlorade mot Mukhtarkhan Dildabekov från Kazakstan

## Friidrott
Herrarnas 400 meter häck
- Erkinjon Isakov
  1. Omgång 1 - 50.71 (gick inte vidare)

Herrarnas 4 x 100 meter stafett
- Nikolay Eroshenko, Konstantin Juravlev, Oleg Juravlyov, Anvar Kuchmuradov
  1. Omgång 1 - 41.2 (gick inte vidare)

Herrarnas diskuskastning
- Roman Poltoratskiy
  1. Kval - 47.83 (gick inte vidare)

Herrarnas spjutkastning
- Sergey Voynov
  1. Kval - 75.89 (gick inte vidare)

Herrarnas släggkastning
- Vitaly Khojatelev
  1. Kval - 65.04 (gick inte vidare)

- Victor Ustinov
  1. Kval - 60.60 (gick inte vidare)

- Andrey Abduvaliev
  1. Kval - 75.64 (gick inte vidare)

Herrarnas längdhopp
- Rustam Khusnutdinov
  1. Kval - 7.24 (gick inte vidare)

Herrarnas tresteg
- Yevgeniy Petin
  1. Kval - 15.27 (gick inte vidare)

Herrarnas tiokamp
- Oleg Veretelnikov
  1. 100 m - 12.17
  2. Längd - DNS
  3. Kula - DNS

Damernas 100 meter
- Lyubov Perepelova
  1. Omgång 1 - 11.48
  2. Omgång 2 - 11.59 (gick inte vidare)

Damernas 200 meter
- Lyubov Perepelova
  1. Omgång 1 - 23.83 (gick inte vidare)

Damernas 400 meter
- Elena Piskunova
  1. Omgång 1 - 55.40 (gick inte vidare)

Damernas 4 x 100 meter stafett
- Lyudmila Dmitriadi, Guzel Khubbieva, Elena Kviatkovskaya, Lyubov Perepelova
  1. Omgång 1 - 45.14 (gick inte vidare)

Damernas 4 x 400 meter stafett
- Zamira Amirova, Natalya Kobina, Elena Piskunova, Natalya Senkina
  1. Omgång 1 - 03:43.96 (gick inte vidare)

Damernas sjukamp
- Safiya Kabanova
  1. 100 m häck - 14.89
  2. Höjd - 1.72
  3. Kula - 11.56
  4. 200 m - 27.27
  5. Längd - 5.22
  6. Spjut - 36.61
  7. 800 m - 02:20.11
  8. Poäng - 5101 (27:e plats)

## Fäktning
Damernas värja
- Anisa Petrova

## Kanotsport
Sprint
Herrar
Herrarnas K-1 500 m
- Anton Ryahov
  1. Kvalheat - 01:42,694
  2. Semifinal - 01:43,292 (→ gick inte vidare)

Herrarnas K-1 1000 m
- Anton Ryahov
  1. Kvalheat - 03:43,718
  2. Semifinal - 03:44,109 (→ gick inte vidare)